# Polycheles
Polycheles is een geslacht van kreeftachtigen uit de klasse van de Malacostraca (hogere kreeftachtigen).

## Soorten
- Polycheles amemiyai Yokoya, 1933
- Polycheles baccatus Bate, 1878
- Polycheles coccifer Galil, 2000
- Polycheles enthrix (Bate, 1878)
- Polycheles kermadecensis (Sund, 1920)
- Polycheles martini Ahyong & Brown, 2002
- Polycheles perarmatus Holthuis, 1952
- Polycheles tanneri Faxon, 1893
- Polycheles typhlops Heller, 1862